# 1836 год в литературе

## Книги
- «Исповедь сына века» — роман Альфреда де Мюссе.
- «Капитанская дочка» — повесть Александра Пушкина.
- «Кузьма Рощин» — произведение Михаила Загоскина.
- «Май» — поэма чешского поэта-романтика Карела Гинека Махи, классическое произведение чешской лирики.
- «Ревизор» — пьеса Николая Гоголя.
- «Утро делового человека» — пьеса Николая Гоголя.
- «Мопра́» — роман Жорж Санд, написанный в 1836 году в Ноане (впервые опубликованный в 1837 году).
- «Посмертные записки Пиквикского клуба» — первый роман Чарльза Диккенса, впервые выпущенный в 1836—1837 годах.
- «Anacalypsis» («Анакалипсис») — эзотерический труд Годфри Хиггинса.

## Родились
- 21 декабря (2 января) — Менделе Мойхер-Сфорим, еврейский писатель (умер в 1917).
- 20 января — Франц фон Зеебург, немецкий писатель (умер в 1894).
- 26 января — Франц Венцеслав Ержабек, чешский драматург (умер в 1893).
- 27 января — Леопольд фон Захер-Мазох (Leopold von Sacher-Masoch), австрийский писатель (умер в 1895).
- 5 февраля — Николай Александрович Добролюбов, литературный критик, публицист, революционный демократ (умер в 1861).
- 16 февраля — Богдан Петричейку Хашдеу, молдавский и румынский писатель, поэт, филолог, публицист, историк (умер в 1907).
- 17 февраля — Густаво Адольфо Беккер, испанский писатель-романтик (умер в 1870).
- 5 марта — Жуан Рикардо Кордейро, португальский драматург (умер в 1881).
- 9 марта — Лакшмирам Пандья Навальрам, индийский гуджаратский поэт, драматург, публицист, переводчик, литературный критик, издатель (умер в 1888).
- 17 марта — Лукиан Адамович Миллер, немецкий филолог (умер в 1898).
- 27 марта — Елизавета Дмитриевна Безобразова (урождённая Маслова), русская писательница; жена академика В. П. Безобразова[1].
- 7 мая — Станислав Козьмян (Stanisław Koźmian), польский писатель и театральный деятель (умер в 1922).
- 8 мая — Софус Шандорф, датский писатель и поэт (умер в 1901).
- 13 мая — Эдвард Якуб Даукша, литовский поэт и переводчик (умер около 1890).
- 10 (22) мая — Николай Ильич Стороженко, русский учёный, литературовед, шекспировед (умер в 1906).
- 17 июня — Клас Теодор Однер, шведский историк, прозаик (умер в 1904).
- 5 (17) июля — Гавриил Николаевич Жулёв, русский поэт-юморист, драматург, актёр (умер в 1878).
- 19 (31) июля — Василий Алексеевич Слепцов, русский писатель (умер в 1878).
- 12 августа — Тереза Гонсалес де Фаннинг, перуанская писательница (умерла в 1918).
- 25 августа — Брет Гарт (Bret Harte), американский писатель (умер в 1902).
- 27 августа — Пётр Дмитриевич Боборыкин, русский писатель, драматург, журналист (умер в 1921).
- 4 октября — Жюльетта Адам, французская писательница (умерла в 1936).
- 23 ноября — Дмитрий Васильевич Аверкиев, русский драматург, беллетрист, театральный критик (умер в 1905).
- 29 ноября – Фрэнсис Коули Бернанд, британский писатель и драматург.
- 19 декабря — Николай Николаевич Енгалычев, русский драматург (умер в 1916).
- 28 декабря — Арнольд Борисович Думашевский, российский юрист-цивилист, писатель и благотворитель[2].
- Лев Моисеевич Биншток, российский публицист, редактор (родился в 1894).
- Юрий Михайлович Богушевич, русский журналист, издатель (умер в 1901).
- Дмитрий Константинович Гирс, русский писатель (умер в 1886).
- Теодосий Икономов, болгарский драматург, писатель, публицист (умер в 1871).
- Василий Владимирович Кашпирёв, русский литератор (умер в 1875).

## Умерли
- 1 февраля — Йозеф Игнац Байза, словацкий писатель (родился в 1755).
- 26 июня — Клод Жозеф Руже де Лиль, французский поэт и композитор (родился в 1760).
- 12 сентября — Христиан Дитрих Граббе, немецкий драматург-романтик (родился в 1801).
- 17 октября — Джордж Колмен Младший, английский драматург (родился в 1762).
- 5 ноября — Карел Гинек Маха, чешский поэт-романтик (родился в 1810).
- 20 декабря — Паоло Коста, итальянский писатель (родился в 1771).
- Соломон Иванович Додашвили, грузинский писатель, просветитель, общественный деятель, философ (родился в 1805).
- Джузеппе Капечелатро, неаполитанский прелат и писатель (родился в 1744).
- Пётр Иванович Соколов, член Российской академии, её секретарь и библиотекарь, редактор (родился в 1766).